# Riviera (distrikt)
Distretto di Riviera är ett av de åtta distrikten i kantonen Ticino i Schweiz. 

## Indelning
Distriktet består av en krets, Circolo della Riviera, som  består av två kommuner.
Kommuner:
| Vapen   | Namn    | Invånare 2023-12-31 | Yta i km² | Krets   |
| ------- | ------- | ------------------- | --------- | ------- |
| Biasca  | Biasca  | 6 136               | 59,00     | Riviera |
| Riviera | Riviera | 4 262               | 86,58     | Riviera |

Samtliga kommuner i distriktet är italienskspråkiga.